# Paolo Dondarini
Paolo Dondarini (* 10. Januar 1968 in Bologna) ist ein ehemaliger italienischer Fußballschiedsrichter.
Seit dem Jahr 2000 zählte Dondarini zu den Schiedsrichtern für die höchsten italienischen Ligen. Sein erster Einsatz in der Serie A war am 9. September 2001 die Begegnung zwischen Piacenza Calcio und US Lecce. 2004 wurde ihm das römische Derby zwischen AS Rom und Lazio anvertraut. Seit Anfang 2005 war er auch auf internationaler Bühne tätig.
2006 wurde sein Name im Zusammenhang mit dem Calciopoli-Skandal bekannt. Nach den Ermittlungen um Manipulationen von Meisterschaftsspielen wurde ihm im Juli 2006 zunächst für einen Zeitraum von dreieinhalb Jahren jegliche Betätigung im Fußballbereich untersagt. Im zweiten (vom 17. August 2006) und im dritten Urteil (vom 27. Oktober 2006) wurde er jedoch freigesprochen.
Am 13. Oktober 2007 leitete Dondarini im Vaduzer Rheinpark das EM-Qualifikationsspiel zwischen Liechtenstein und Schweden (0:3).
Im strafrechtlichen Folgeprozess von Calciopoli, geführt von der Staatsanwaltschaft in Neapel, wurde er am 14. Dezember 2009 wegen Sportbetrugs zu einer Freiheitsstrafe von zwei Jahren verurteilt. Drei Mitangeklagte wurden ebenfalls verurteilt, sieben freigesprochen. Das Gericht hielt für erwiesen, dass „eine kriminelle Vereinigung zur Beeinflussung der Fußballmeisterschaft aufgebaut worden“ und die Verurteilten mitverantwortlich am Manipulationsskandal seien.